# Гамбург-Ґросс Флотбек
Ґросс Флотбек (нім. Groß Flottbek) — частина району Альтона вільного та ганзейського міста Гамбург. Свою назву місцевість отримала від невеликої річки Флотбек, що тече на південь до Ельби.